# Plusiopalpa dichora
Plusiopalpa dichora är en fjärilsart som beskrevs av Holland 1894. Plusiopalpa dichora ingår i släktet Plusiopalpa och familjen nattflyn. Inga underarter finns listade i Catalogue of Life.